# PENGIN FAMILY
『PENGIN FAMILY』（ペンギンファミリー）は、2010年12月15日にEpic Records Japanから発売されたPENGINの2枚目のスタジオ・アルバム。

## 解説
既発シングル6枚全ての表題曲のミュージック・ビデオDVD付初回盤と通常盤の2形態で発売。先行シングル「百合の花咲く丘で」、山田優を迎えた「世界に一人のシンデレラ feat.U」、19の「あの紙ヒコーキ くもり空わって」のカバー、2ndから4thシングルに先行収録された既発楽曲表題曲3曲のacoustic versionも網羅した。

## 収録曲

### CD
1. 百合の花咲く丘で（4:26）
作詞：346・XICO
編曲：PENGIN・小高光太郎
2. ナナナ（4:17）
作詞：346・XICO
編曲：PENGIN・小高光太郎
3. 世界に一人のシンデレラ feat.U（4:58）
作詞・作曲：PENGIN
編曲：PENGIN・小高光太郎
4. You're HERO?（4:04）
作詞・作曲：XICO
編曲：XICO・小高光太郎
5. あの紙ヒコーキ くもり空わって（4:00）
作詞：326
作曲：岩瀬敬吾・岡平健治・茂村泰彦
編曲：PENGIN・Koma2 Kaz
6. Beautiful（5:03）
作詞：346・XICO
作曲：PENGIN
編曲：346
7. 琉球音頭（3:32）
作詞：346・XICO
作曲：PENGIN
編曲：PENGIN・Koma2 Kaz
8. FLY Day Night（3:33）
作詞：346・XICO
作曲：PENGIN
編曲：PENGIN・Koma2 Kaz
9. 『ライフ、、』（4:59）
作詞・作曲：346
編曲：346・ Koma2 Kaz
10. ふたりのファンタジー（4:02）
作詞：346・XICO
作曲・編曲：PENGIN・小高光太郎
11. FAMILY（4:50）
作詞：346・XICO
作曲・編曲：PENGIN・小高光太郎
12. オレポーズ ～俺なりのラブソング～（acoustic version） -Bonus Track-（4:46）
作詞：PENGIN
作曲・編曲：PENGIN・小高光太郎
13. 春春春（acoustic version） -Bonus Track-（5:11）
作詞：PENGIN
作曲・編曲：PENGIN・小高光太郎
14. 朝ANSWER（acoustic version） -Bonus Track-（4:16）
作詞：PENGIN
作曲：PENGIN・小高光太郎
編曲：PENGIN・Koma2 Kaz

### DVD
1. オレポーズ ～俺なりのラブソング～（Music Video）
2. 春春春（Music Video）
3. 朝ANSWER（Music Video）
4. 世界に一人のシンデレラ（Music Video）
5. 世界に一人のシンデレラ feat.U（Music Video）
6. 百合の花咲く丘で（Music Video）